# Turzyca wiosenna
Turzyca wiosenna (Carex caryophyllea Latourr.) – gatunek byliny z rodziny ciborowatych. Występuje niemal w całej Europie, a także w zachodniej i środkowej Azji. W Polsce jest na ogół rozpowszechniony, lokalnie bywa rzadszy np. w środkowej części wybrzeża, w województwie podlaskim i na północy podkarpackiego.

## Morfologia

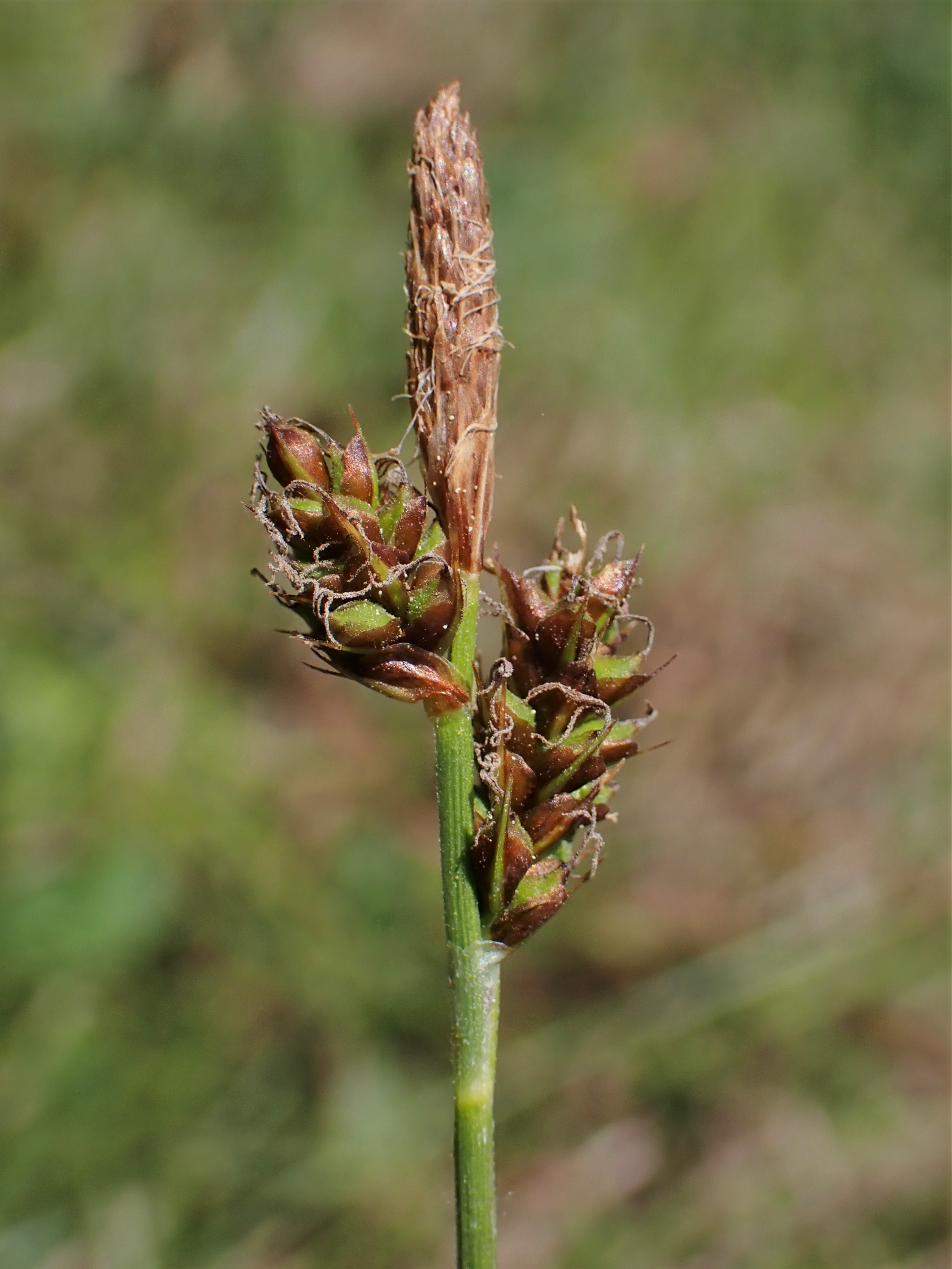
Kłoski z owocami

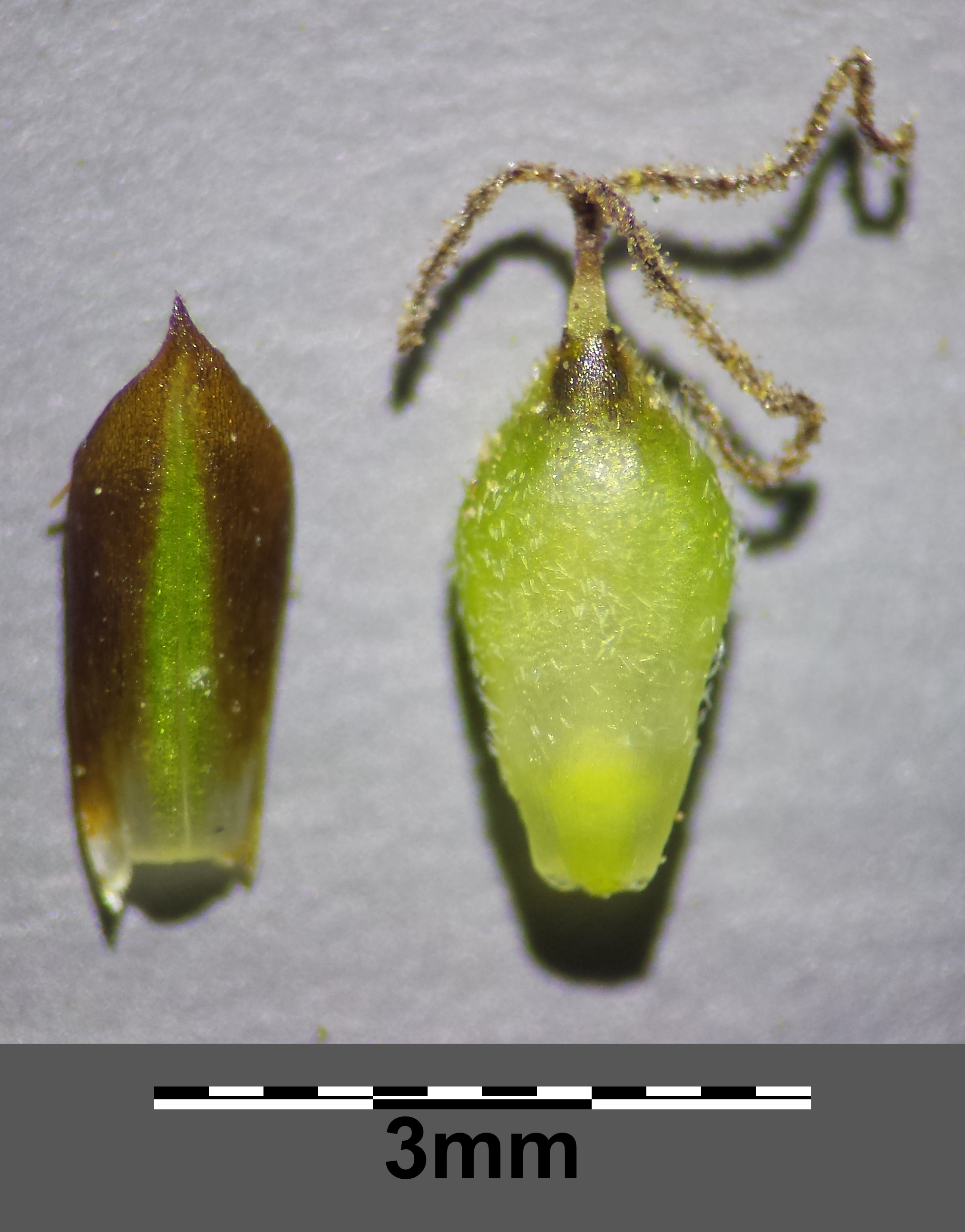
Przysadka i owoc

PokrójRoślina trwała, wysokości 5–30 cm, o krótkich rozłogach.
ŁodygaWzniesiona, u nasady ulistniona, tępo trójkanciasta.
LiściePochwy liściowe jasnobrązowe lub szarobrązowe, prawie nie postrzępione. Blaszki liściowe płaskie, krótsze niż łodyga, szerokości 1,5–2 mm, odgięte. Najniższa podsadka z krótką pochwą.
KwiatyZebrane w 2–4 blisko siebie stojące kłosy tworzące kwiatostan złożony o 2–3 cm długości. Najwyższy kłos z kwiatami męskimi, pozostałe z żeńskimi. Przysadki czerwonobrązowe lub jasnobrązowe, z zielonym wystającym grzbietem. Słupek o 3 znamionach. Kwitnie od marca do maja.
OwoceTrójkanciaste orzeszki zamknięte pojedynczo w pęcherzykach, te 4–5 mm długości, jasnobrązowe, z krótkim dzióbkiem, krótkoowłosione.

## Występowanie
Preferuje półsuche i ubogie murawy.